# وش إجرام (فلم)
وش إجرام فيلم كوميدي مصري من إنتاج 2006.

## قصة الفيلم
تدور أحداث الفيلم في إطار كوميدى حول شاب فقير وعاطل يخرج والده من العمل بالمعاش المبكر، فيحاول البحث عن وظيفة، وتحدث العديد من المواقف الكوميدية حتى يعمل في عمارة سكنية كفرد أمن، لكنه يقع في العديد من الأخطاء فيتم طرده ليعمل في أحد البنوك "ساعى"، وفي أحد الأيام تهجم عصابة على البنك للحصول على أوراق مهمة فيدلهم على مكانها ظنا منه أنهم يسعون في الخير، لكنه يفاجئ بعكس ذلك، وحينما يهرب من العصابة محاولا المساعدة في القبض على رجل الأعمال - زعيم العصابة - يفشل بسبب علاقات رجل الأعمال الكبيرة.

## الممثلون
- محمد هنيدي : طه
- لبلبة : والدة طه
- بشرى : رحاب
- خالد زكي : سالم ناجي
- أحمد السعدني : ضابط البوليس
- سعيد طرابيك : والد طه
- ضياء عبد الخالق
- عبد الله مشرف : والد رحاب
- سليمان عيد
- أحمد عبد الوارث : مدير البنك
- محي الدين عبد المحسن : والد عباس
- زيزي مصطفى : والدة رحاب
- أشرف مصيلحي

## روابط خارجية
- مقالات تستعمل روابط فنية بلا صلة مع ويكي بيانات